# Heliosia aurantia
Heliosia aurantia là một loài bướm đêm thuộc phân họ Arctiinae, họ Erebidae.